# Sarah Toscano
Sarah Toscano   (Vigevano, 9 de gener de 2006) és una cantautora italiana, guanyadora de la vint-i-tresena edició del talent show Amici di Maria De Filippi.

## Biografia

### Infància i primers anys
Nascuda i criada a Vigevano, a la província de Pavia, juntament amb la seva germana Giulia, empresària al capdavant d'una empresa que després esdevingué la seva gerent, i el seu germà Lorenzo, Sarah Toscano és la tercera filla de Petra Polomsky, una mestra alemanya originària d'Stuttgart, Alemanya, i Marco Toscano emprenedor del sector de la pell. Als quatre anys va començar a estudiar piano i els anys següents va començar a participar i a guanyar concursos internacionals.
Apassionada del tennis des de petita, l'any 2015 va ser finalista entre els menors de 10 anys del màster de Crevani, on l'any següent va guanyar els campionats provincials de la mateixa categoria. L'any 2018 va participar en els campionats italians de tercera categoria i dos anys més tard va jugar a la sèrie C femenina, guanyant el campionat provincial de tennis amb l'Sporting Club Selva Alta, mentre que el 2021 va participar en els campionats de segona categoria. Va assistir al batxillerat lingüístic Bachelet a Abbiategrasso (MI), interrompent els seus estudis al cinquè any per participar a la vint-i-treia edició d' Amici di Maria De Filippi.

### 2022: Area Sanremo iRiflesso
Dedicat al cant i al karaoke, el seu pare va decidir que ella escoltés Andrea Dulio, un manager internacional, que, després de presentar-la al productor Pietro Foresti, la va portar a un estudi de gravació, on li va fer gravar les seves primeres cançons. L'any 2022 va ser seleccionada entre els vint finalistes de la vint-i-sisa edició del concurs de cant Area Sanremo i malgrat no ser seleccionada com a concursant per al concurs de Sanremo Giovani, va guanyar la placa dedicada a Vittorio De Scalzi.
El 21 d'octubre de 2022, durant la seva participació a Area Sanremo, es va publicar el seu primer EP, Riflesso, que conté sis temes i distribuït pel segell Universal Music Italia, de la qual va sortir el seu primer senzill, 9 giugno, el 28 de juny.

### 2023-2024: Victòria aAmici 23iSarah
El setembre de 2023 va participar en les audicions de la vint-i-tresena edició del programa de talents musicals Amici di Maria De Filippi emès a Canale 5, accedint llavors a la fase inicial. El març de 2024 va accedir a la fase nocturna del programa en unir-se a l'equip liderat pels professors Lorella Cuccarini i Emanuel Lo i el maig següent va arribar a la final, sortint com a guanyadora.
Durant el programa va publicar diverses cançons inèdites, entre elles Touché, Viole e violini, Mappamondo, Voilà (versió en directe de la cançó homònima de la cantautora francesa Barbara Pravi), Sexy magica i L'ultima volta, que posteriorment va incloure els sis al seu segon EP, Sarah, publicat el 17 de maig de 2024 pel segell Warner Music Italy, que després va debutar a la dotzena posició de la llista FIMI Album. La cançó Sexy magica va arribar llavors a la posició 83 a la llista Top Singles, elaborada per FIMI.

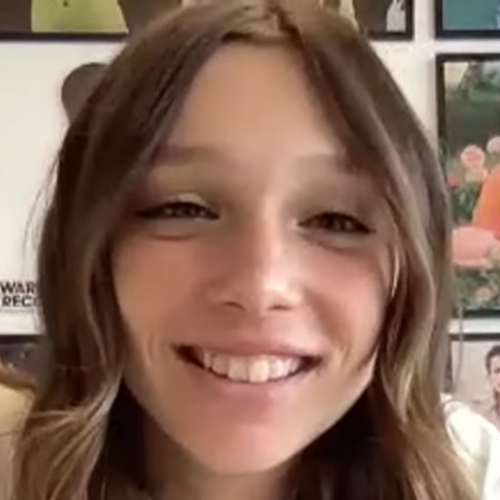
Sarah Toscano entrevistada per Funweek el juny de 2024

Del 15 de juny al 28 d'agost de 2024 , Sarah Live Summer 2024, la seva primera gira d'estiu, va tenir lloc de Roma a Monterosso al Mare (SP). L'estiu del mateix any va actuar en diversos esdeveniments musicals, com Future Hits Live, RDS Summer Festival, TIM Summer Hits, Battiti Live, 105 Summer Festival i Yoga Radio Bruno Estate. El 16 de juliol va obrir el concert de Black Eyed Peas a Milà. El 26 de juliol va llançar el senzill Roulette, inclòs en la reedició digital del seu EP Sarah. A l'agost Apple Music la va indicar com l'artista Up Next Italia, una iniciativa destinada a identificar i promoure talents emergents, celebrada el 12 de setembre amb l'actuació a l'amfiteatre de la Piazza del Liberty (MI). Al setembre va desfilar per primera vegada al 81è Festival Internacional de Cinema de Venècia, al Billboard Italia Women in Music al teatre Manzoni ia la Setmana de la Moda de Milà, ambdues a Milà.
El 29 de setembre de 2024, durant el primer episodi de la vint-i-quatrena edició d' Amici di Maria De Filippi, va previsualitzar el seu nou senzill Tacchi (fra le dita), publicat el 4 d'octubre següent. Al novembre, va col·laborar amb la marca de roba Horda per llançar les seves signatures dessuadores d'hivern, amb una cita de la cançó Tacchi (fra le dita) a l'esquena. El 22 de novembre es va publicar la seva primera col·laboració internacional a la cançó Safety Net de la cantautora britànica Bea and her Business (versió italiana de la cançó homònima d'aquesta última, publicada el 13 de setembre).

### 2025-present: Festival de Sanremo 2025

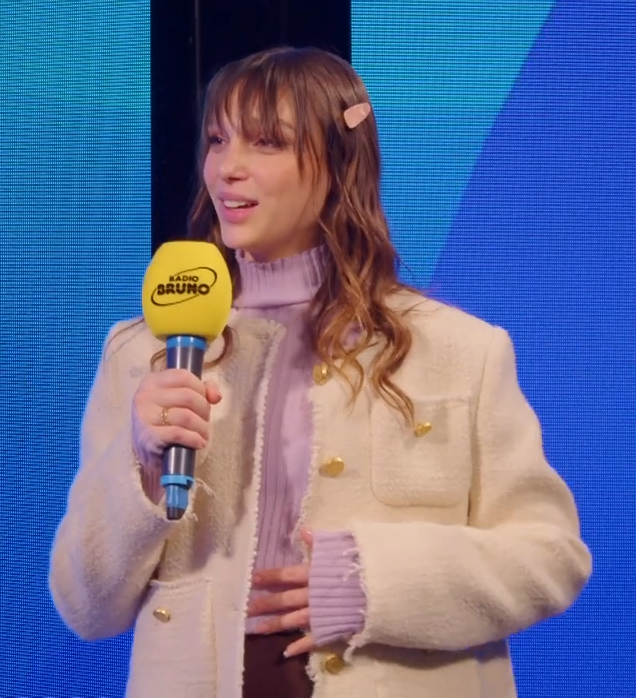
Sarah Toscano entrevistada per Radio Bruno el febrer de 2025

El febrer de 2025 va participar per primera vegada a la competició del 75è Festival de Sanremo amb la cançó Amarcord, que va acabar en dissetena posició al final de l'esdeveniment. Aleshores, la cançó va assolir el número dinou a la llista Top Singles. El 14 de febrer, durant la quarta vetllada dedicada a les versions, va fer duet amb el duo musical francès Ofenbach cantant la cançó Overdrive, que va ocupar el catorzè lloc.
El febrer de 2025 es va convertir en el testimoni de la marca de moda Ragno i de la campanya publicitària de Ghd Chronos Max. El 12 de març va obrir el concert d'Ofenbach a Milà. El 16 de març, juntament amb la ballarina Marisol Castellanos, va tornar a Amici per presentar Amici - Verso il serale, un episodi especial en què va explicar la seva experiència al talent show als concursants de la vint-i-quatrena edició, que van ser ascendits a la fase nocturna del programa.
L'abril de 2025, la revista Forbes Italia la va incloure entre les italianes menors de 30 anys que tindran un major impacte en el futur en la categoria d'entreteniment. El 25 d'abril es va publicar la seva col·laboració en el senzill Perfect del cantautor Carl Brave, inclosa a la reedició digital de l'àlbum Notti brave amarcord.

## Estil i influències musicals
Dedicada a la música des de petita, Sarah va revelar que s'inspirava sobretot en el gènere pop internacional i va citar diversos artistes, com Ariana Grande, Avril Lavigne, Britney Spears, Demi Lovato, Dua Lipa, Katy Perry, Olivia Rodrigo i Sabrina Carpenter. També va citar artistes italians, com Annalisa, Chiara Galiazzo, Emma, Lucio Dalla, Mina, Tananai i Ultimo. Les seves obres es basen en els gèneres pop i dance pop.

## Discografia

### EP
- 2022 – Riflesso
- 2024 – Sarah

### Senzills
Com a artista principal
- 2022 – 9 giugno
- 2023 – Touché
- 2023 – Viole e violini
- 2024 – Mappamondo
- 2024 - Sexy magica
- 2024 - L'ultima volta
- 2024 – Roulette
- 2024 - Tacchi (fra le dita)
- 2025 – Amarcord

Com a artista convidat
- 2024 – Safety Net (Bea and her Business feat. Sarah Toscano)
- 2025 – Perfect (Carl Brave feat. Sarah Toscano)

## Tour
- 2024 – Sarah Live Summer 2024

## Programes de televisió
- Amici di Maria De Filippi 23 (Canale 5, 2023-2024) - concursant, guanyadora
- Amici - Verso il serale (Canale 5, 2025) - copresentadora

## Participació en actes de cant
- Area Sanremo
  - 2022 – No seleccionat per a Sanremo Giovani
- Festival de Sanremo (Rai 1)
  - 2025 – 17è lloc a la secció "Campioni" amb Amarcord

## Campanyes publicitàries
- Ragno (2025)
- Ghd Chronos Max (2025)

## Premis i nominacions
- Amici di Maria De Filippi
  - 2024 – Guanyadora de la vint-i-tercera edició en la categoria "Cantant"[97]
- Apple Music
  - 2024 – Inserció al portal de talents emergents com a artista Up Next Italia[57][58]
- Area Sanremo
  - 2022 – Placa Vittorio De Scalzi[23]
- Forbes Italia
  - 2025 – Inclòs entre els italians menors de 30 anys amb més impacte en el futur en la categoria "Entreteniment"[85]